# Aroa
Aroa este un gen de molii din familia Lymantriinae.

## Descriere
Sunt zburători de zi. Genul diferă de Orgyia din cauza palpilor mult mai lungi și a corpului mai puțin păros. Picioarele sunt mai puțin păroase. Femela are aripi dezvoltate complet. Ramurile antenelor sunt mai scurte decât la masculi.

## Specii
Some species of this genus are:
- Aroa achrodisca Hampson, 1910
- Aroa anthora (Felder, 1874)
- Aroa callista (Collenette, 1933)
- Aroa danva Schaus, 1893
- Aroa difficilis Walker, 1865
- Aroa discalis Walker, 1855
- Aroa eugonia Collenette, 1953
- Aroa incerta Rogenhofer, 1891
- Aroa interrogationis Collenette, 1938
- Aroa leonensis Hampson, 1910
- Aroa melanoleuca Hampson, 1905
- Aroa nigripicta Holland, 1893
- Aroa pampoecila Collenette, 1930
- Aroa quadrimaculata (Janse, 1915)
- Aroa quadriplagata Pagenstecher, 1903
- Aroa tomisa Druce, 1896
- Aroa yokoae Bethune-Baker, 1927

## Legături externe
- en Baza de date a genului Lepidoptera la Muzeul de istorie naturală